# Lycodon liuchengchaoi
Lycodon liuchengchaoi là một loài rắn trong họ Rắn nước. Loài này được Zhang, Jiang, Vogel & Rao mô tả khoa học đầu tiên năm 2011.